# Vitryssland i Eurovision Song Contest 2016

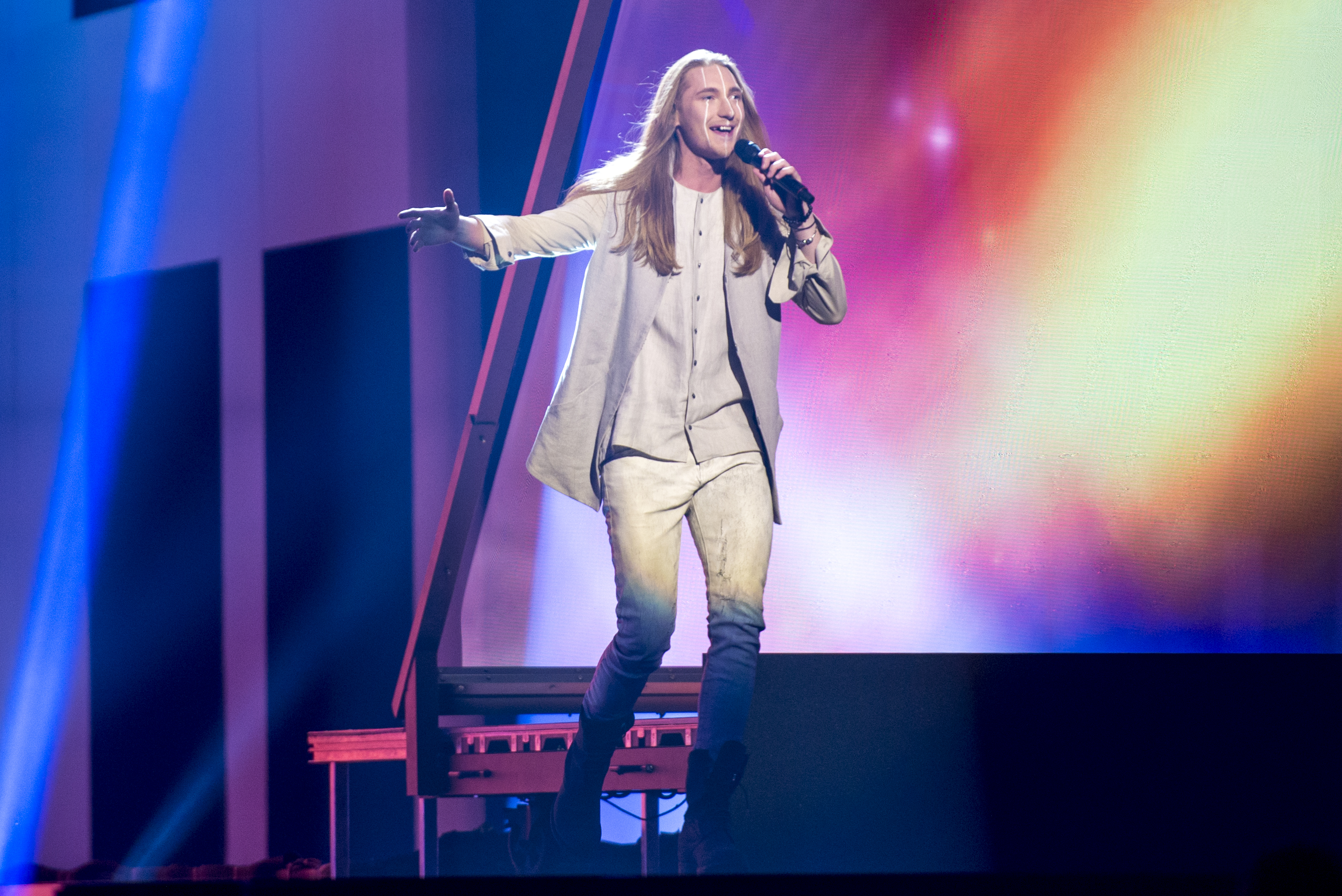

Vitryssland deltog i Eurovision Song Contest 2016 i Stockholm, Sverige. Deras bidrag valdes ut genom en final som anordnades av det vitryska TV-bolaget BTRC. Ivan med låten "Help you fly"  representerade landet.

## Bidragen
Den vitryska nationella finalen ägde rum den 22 januari 2016. Tio låtar deltog i tävlingen och vinnaren utsågs genom en offentlig telefonröstning. Showen sändes på kanalerna Vitryssland 1 och Vitryssland 24 samt på nätet via tvr.by och Eurovision Song Contests officiella hemsida eurovision.tv.
Den TV-sända finalen ägde rum den 22 januari 2016 i "600 Metrovs" studio i Minsk, värdar var Olga Ryzhikova och Teo.
| Startnummer | Artist                  | Låt                  | Antal telefonröster | Poäng | Placering |
| ----------- | ----------------------- | -------------------- | ------------------- | ----- | --------- |
| 1           | Alexey Gross            | "Flame"              | 3 202               | 6     | 5         |
| 2           | Sasha Zakharik          | "Glory Night"        | 727                 | 1     | 10        |
| 3           | Valeriya Sadovskaya     | "Not Alone"          | 1 322               | 3     | 8         |
| 4           | Radiovolna              | "Radio Wave"         | 805                 | 2     | 9         |
| 5           | The EM                  | "Turn Around"        | 2 164               | 4     | 7         |
| 6           | NAVI                    | "Heta ziamlia"       | 5 432               | 7     | 4         |
| 7           | Alexander Ivanov        | "Help You Fly"       | 23 167              | 12    | 1         |
| 8           | Anastasiya Malashkevich | "Pray for Love"      | 2 680               | 5     | 6         |
| 9           | Kirill Yermakov         | "Running to the Sun" | 13 555              | 8     | 3         |
| 10          | NAPOLI                  | "My Universe"        | 22 399              | 10    | 2         |

## Under ESC
Landet deltog i SF2 där man inte lyckades nå finalen.